# Temple protestant de l'Oratoire du Louvre
Le temple protestant de l’Oratoire du Louvre est un lieu de culte situé 145 rue Saint-Honoré dans le 1er arrondissement de Paris. C'est une ancienne église catholique, siège de la Congrégation de l'Oratoire de France, élevée par Louis XIII au titre de chapelle royale du palais du Louvre en 1624. Désaffectée à la Révolution française, elle devient en 1811 sous Napoléon Ier le siège du Consistoire réformé de Paris. La paroisse est membre de l'Église protestante unie de France, engagée dans le christianisme social et la théologie libérale.

## Histoire

### Église catholique du couvent des Pères de l'Oratoire (1616-1792)

#### Installation des Oratoriens à Paris en 1612

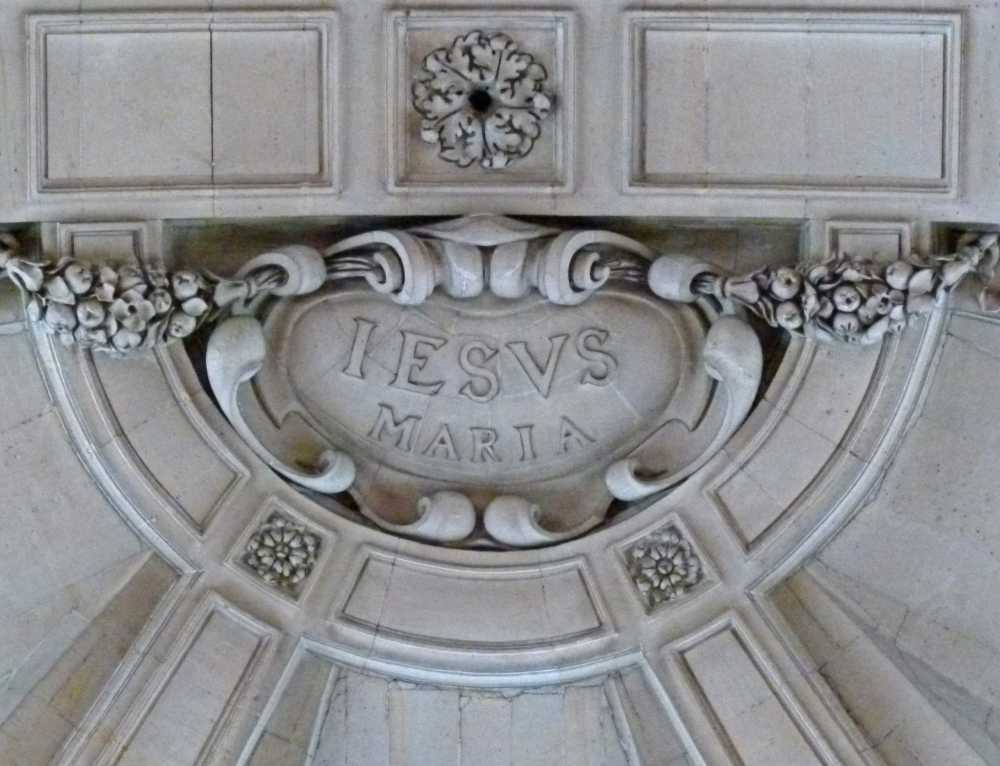
Clef de voûte de l'abside avec la devise de la Société de l'Oratoire de Jésus et de Marie, IESVS MARIA.

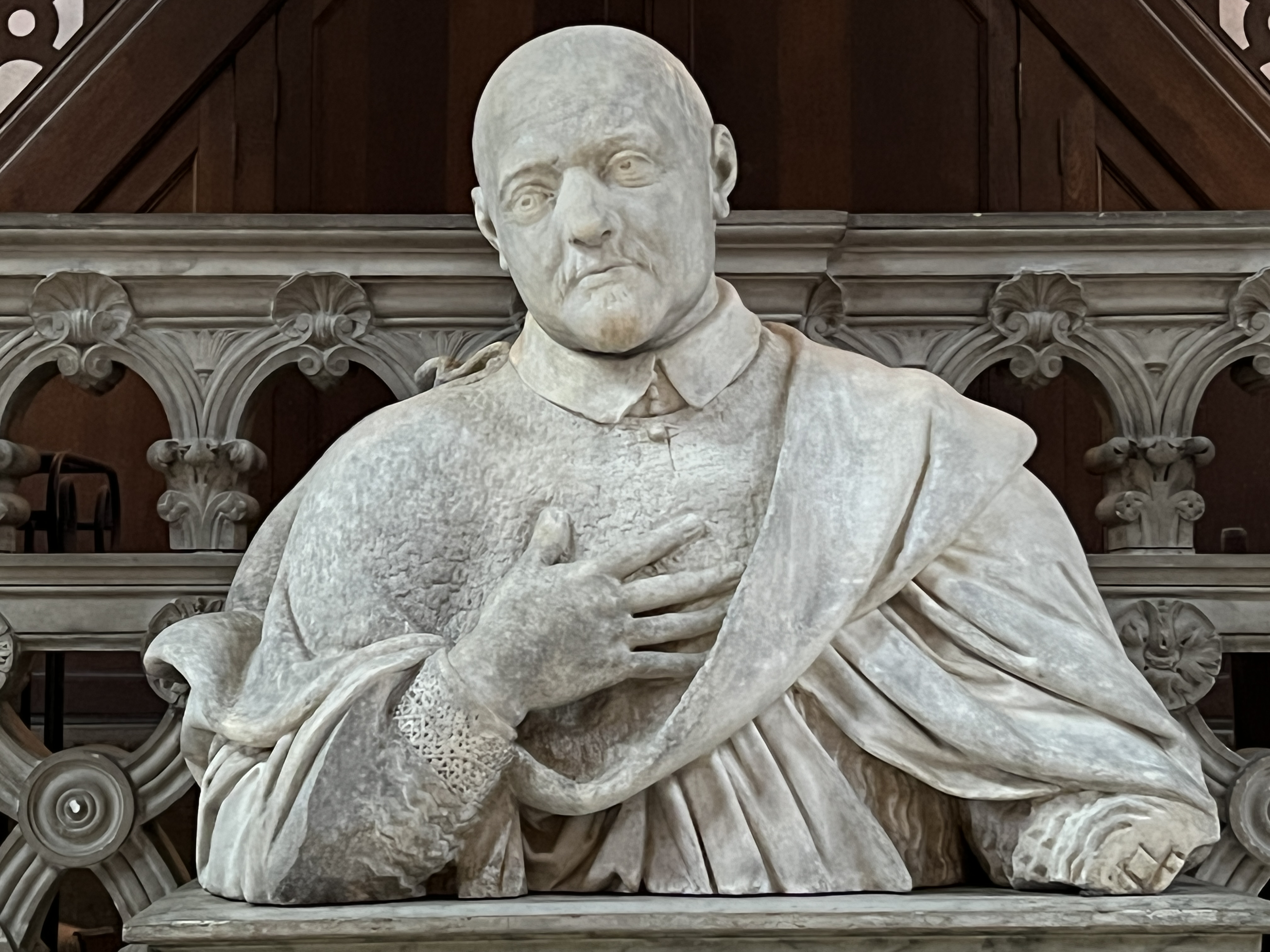
Buste de Pierre de Bérulle par Michel Anguier (1612–1686). Anciennement dans son tombeau à l'Oratoire du Louvre, aujourd'hui exposé à l'église Saint-Eustache voisine.

Au XVIIe, l’Église catholique cherche à réagir à la Réforme protestante en se réformant elle-même — c'est la Contre-Réforme. La Société de l'Oratoire de Jésus et Marie, fondée par le père de Bérulle en 1611, exprime cette mouvance d’une foi et d’une morale plus proches de l’Évangile. Elle s'inspire de la congrégation de l'Oratoire fondée par saint Philippe Néri à Rome. Marie de Médicis, alors régente de France, déclare la congrégation de l'Oratoire fondation royale le 2 janvier 1612. Le 10 mai 1613, Pierre de Bérulle obtient du pape Paul V la reconnaissance pontificale.

#### Fondation du couvent de l'Oratoire du Louvre en 1616
La congrégation de l'Oratoire de France s'installe d'abord au faubourg Saint-Jacques, à l'emplacement du futur Val-de-Grâce. Le 20 janvier 1616, Bérulle et ses cinq premiers compagnons (MM. Jean Bence et Jacques Gastaud, docteurs de Sorbonne, Paul Métezeau, licencié de la société de Navarre, François Bourgoing, curé de Clichy, et Pierre Caron curé de Beaumont, au diocèse de Beauvais) achètent l'ancien hôtel du Bouchage à la duchesse de Guise, situé rue du Coq (rue de Marengo), près du palais du Louvre. C'est l'ancien hôtel particulier de Gabrielle d'Estrées, amante du roi Henri IV. Les Oratoriens y installent une chapelle qui est prête en mai 1616. Le succès de l'ordre va rapidement nécessiter la construction d'une nouvelle église. Bérulle entreprend d'acheter des maisons autour de la maison des pères de l'Oratoire. Il acquiert deux autres maisons, rue du Coq, en 1619 et 1621, et le 27 février 1620 une grande parcelle s'étendant le long de la rue d'Autriche, actuelle rue de l'Oratoire jusqu'à la rue Saint-Honoré. Il peut désormais envisager la construction de la nouvelle église, le long de la rue d'Autriche et à cheval sur les anciens remparts de Philippe Auguste.
Le plan de l'église est donné par l'architecte Clément Métezeau à la fin de 1620. Celui-ci avait succédé à son frère Louis Métezeau comme architecte du palais du Louvre et frère de Paul Métezeau, un des premiers prêtres de l'Oratoire de Jésus-Christ. L'architecte avait déjà travaillé pour l'Oratoire à Marines, près de Pontoise, avec l'entrepreneur Nicolas Lemercier, père de Jacques Lemercier. Le plan de l'église est compris dans un plan rectangulaire avec un chœur en abside en hémicycle et une chapelle de plan carré. La façade est prévue rue Saint-Honoré. Les recommandations du concile de Trente n'imposaient plus d'orientation pour les églises. Le terrain est nivelé au printemps 1621. Les fondations sont jetées au moment de la pose de la première pierre, le 22 septembre 1621, par le duc de Montbazon, gouverneur de Paris. Les travaux sont confiés au maître maçon Frémin de Cotte, grand-père de Robert de Cotte. En 1622, alors que les murs commencent à monter, Clément Métezeau est remplacé par Jacques Lemercier.
Jacques Lemercier conserve le plan de l'église mais modifie la chapelle du chevet pour lui donner un plan elliptique. Le chantier se poursuit normalement jusqu'à l'été 1623. Le surintendant des bâtiments, le marquis de La Vieuville, s'oppose au projet en raison de son incompatibilité avec les plans du grand dessein prévu sous Henri IV pour le palais du Louvre, avec un quadruplement de la cour Carrée avec des jardins et des bâtiments annexes à l'emplacement de l'église de l'Oratoire.

#### Chapelle royale du Louvre en 1624
Le chancelier de Sillery et la reine mère obtiennent de Louis XIII qu'il fasse des prêtres de l'Oratoire des chapelains du Louvre, le 23 décembre 1623. Un arrêt du Conseil du roi élève l'église au rang de chapelle royale le 17 juillet 1624 et en confie la réalisation à Clément Métezeau. L'arrêt prévoit que l'église réponde à l'axe du Louvre prévu dans le grand dessein. À cette date, la construction de la partie sud de l'église, y compris le transept, est pratiquement terminée.
En 1625, Bérulle achète une maison sur la rue Saint-Honoré. Mais les travaux s'arrêtent car les maisons des sieurs Morel et de Montreuil ne peuvent être achetées. La seconde est achetée en juin 1627 quand le roi fait un don de 10 000 livres pour relancer le chantier. On monte les murs de la première travée de la nef à côté du transept et on réalise une entrée rue Saint-Honoré. Le chantier est fermé en 1630. Le plan de Turgot montre l'église inachevée en 1734-1739.

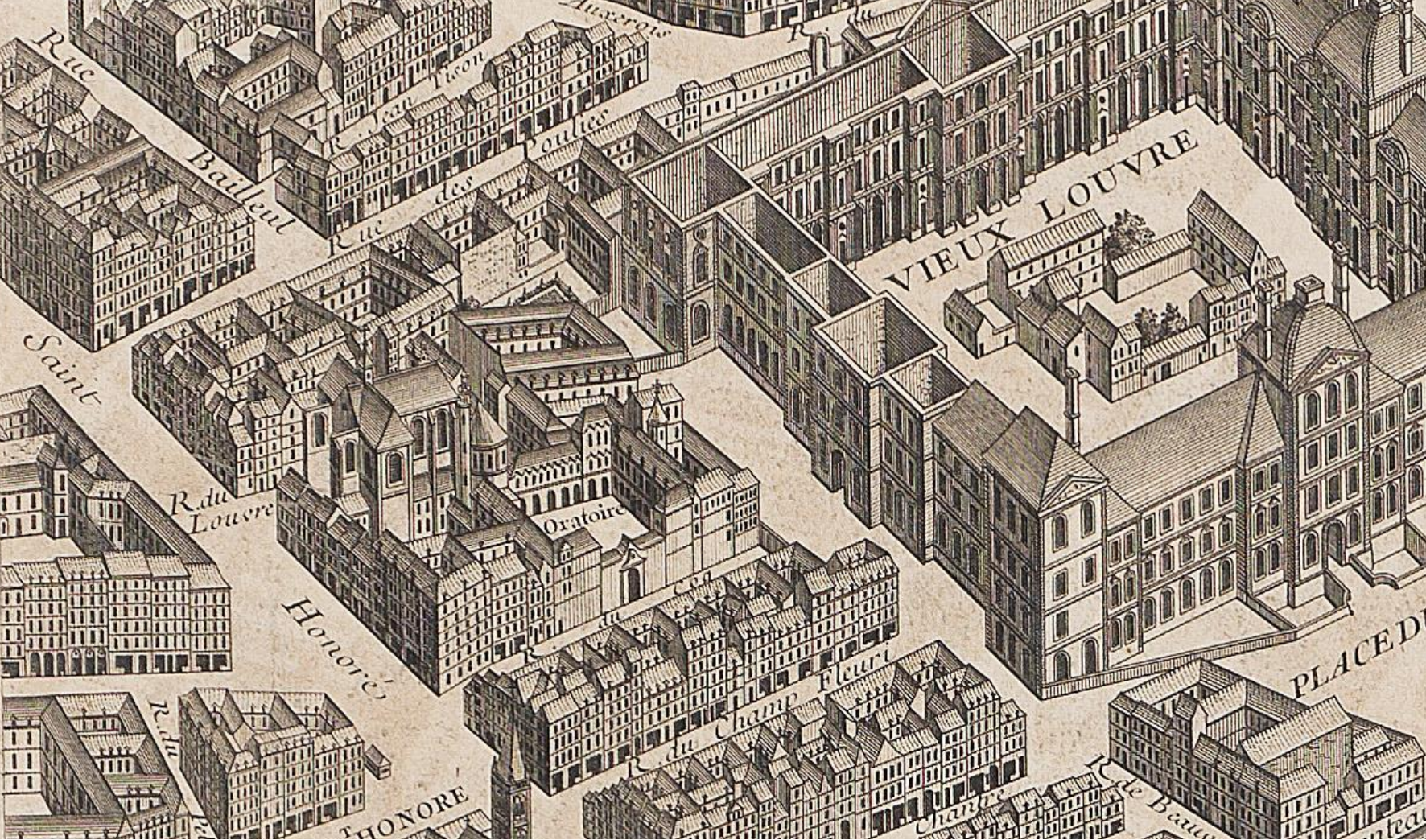
Fragment du plan de Turgot, 1739, avec le couvent de l'Oratoire et son église, dont le portail est inachevé.

Les chapelles perpendiculaires à la nef sont attribuées à des familles proches des Oratoriens. Ces familles les font décorer par des artistes prestigieux tels que Philippe de Champaigne, Charles Le Brun et Simon Vouet. Elles abritaient des tombeaux. Le père de Bérulle meurt le 2 octobre 1629. Un caveau, à gauche du chœur, lui est dédié.

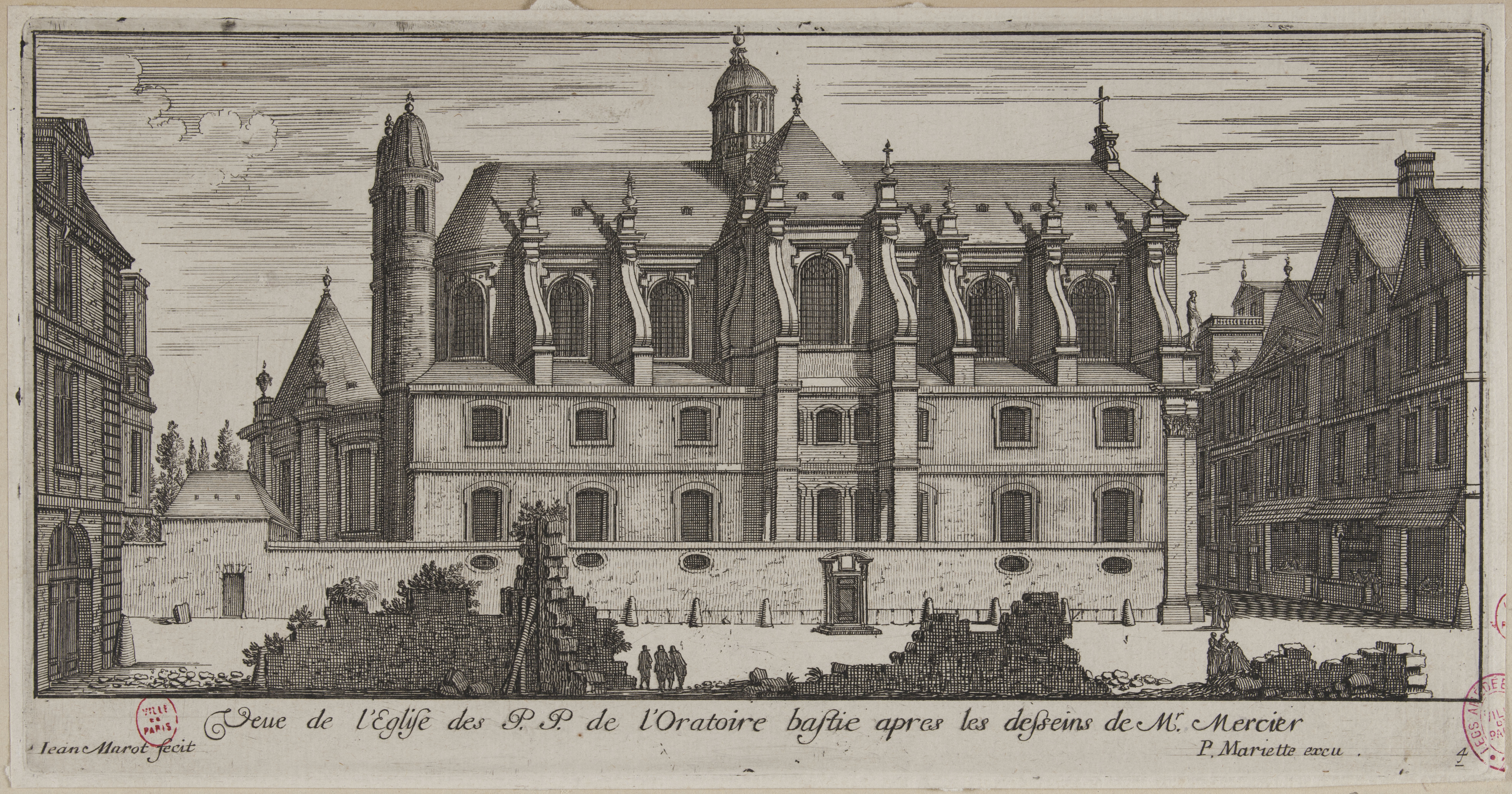
Vue de l’Église des Pères de l'Oratoire bâti d'après les dessins de M. Mercier, eau-forte de Jean Marot (1619-1679), musée Carnavalet.

Le cardinal de Bérulle est soutenu par le parti dévot. Ce dernier, avec la reine mère, le garde des sceaux de France Michel de Marillac et Gaston d'Orléans, s'opposent à la politique du cardinal de Richelieu. Richelieu cherche à éviter l'encerclement du royaume par les Habsbourg d'Espagne et d'Autriche en se rapprochant des protestants à l'extérieur du royaume, tout en les combattant à l'intérieur, tandis que le parti dévot soutient l'alliance des rois catholiques contre tous les protestants.
Oratoire royal, c’est dans cette église qu’ont lieu les services funèbres de Richelieu en 1642, puis de Louis XIII et des reines Anne d’Autriche et Marie-Thérèse. La pompe funèbre du chancelier Séguier, le 4 mai 1672, est celle qui est la mieux documentée. Parmi les grandes personnalités oratoriennes figurent Nicolas Malebranche (1638-1715), Jean-Baptiste Massillon, (1663-1742), Louis Thomassin (1619-1695), Richard Simon (1638-1712), Bernard Lamy (1640-1715). La congrégation est accusée à plusieurs reprises d'être proche des jansénistes de l'abbaye de Port-Royal.

#### Élévation du portail et consécration en 1750

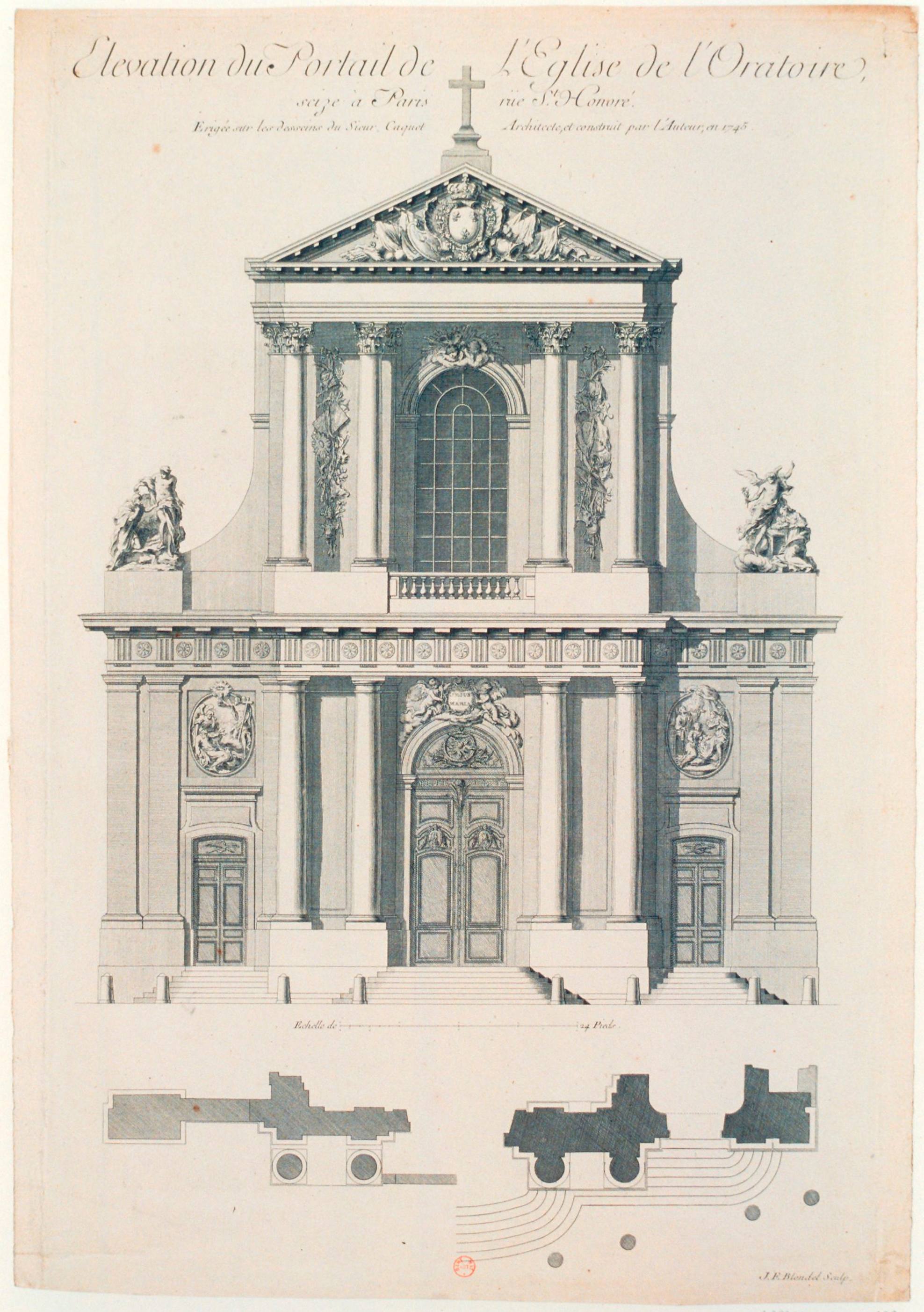
Élévation du portail de l'Église de l'Oratoire, eau-forte de Jacques-François Blondel, après 1745.

Le père Jean-Baptiste Sauge, supérieur de l'Oratoire, décide de terminer la construction de l'église, vers 1730. Le 11 décembre 1739, les trésoriers de France imposent aux Oratoriens de détruire leurs maisons rue Saint-Honoré et rue du Coq frappées de vétusté. On découvre à cette occasion les anciennes fondations de l'église et on constate qu'il ne manque que 2,60 m pour arriver jusqu'à la façade. Un appel d'offres a dû être lancé auprès d'architectes car on possède des propositions des architectes Jacques V Gabriel et Gilles-Marie Oppenord. Finalement, les Oratoriens confient les travaux à leur architecte, Pierre Caqué (mort en 1767).
Les travaux des fondations commencent en 1740 et un mémoire avec quittance est daté de décembre 1741. En 1742, il construit une maison de rapport, rue Saint-Honoré. La façade rue Saint-Honoré est élevée entre 1744 et 1746 avec des sculptures de Claude-Clair Francin (1702-1773) et Nicolas-Sébastien Adam, dit le Jeune. Entre 1746 et 1748, l'architecte entreprend le ragrément de l'intérieur de l'édifice pour harmoniser les pierres des parties ancienne et nouvelle. L'architecte en profite pour supprimer les serliennes des tribunes réalisées par Lemercier. En 1747 il entreprend la réalisation d'un maître-autel à baldaquin. Les travaux sont terminés en 1748 pour un coût de 397 335 livres. L'église est consacrée le 12 juillet 1750 par l'archevêque de Sens, Jean-Joseph Languet de Gergy.

### Salle désacralisée pendant la Révolution (1792-1811)
Au sein des prêtres de l'Oratoire, la Révolution française est plutôt bien accueillie, en raison de l’esprit de liberté qui imprègne cette congrégation intellectuelle, marquée par les Lumières. Le député Joseph Fouché est un ancien élève puis enseignant à l'Oratoire de Nantes.

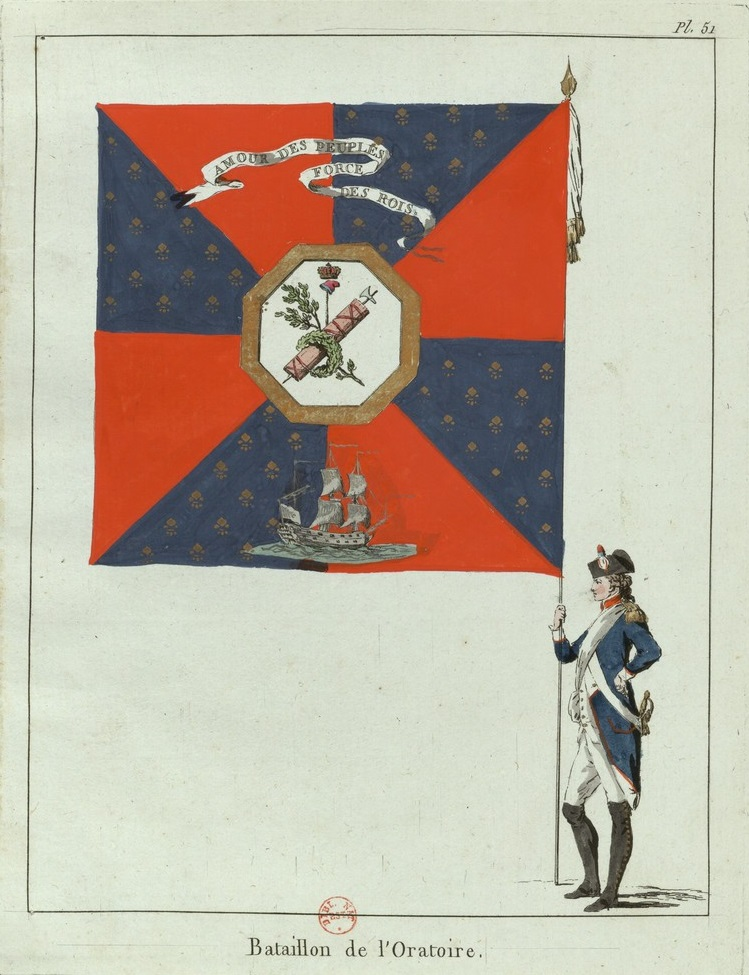
Drapeau du bataillon de l'Oratoire de la garde nationale de Paris en 1789.

Pour la convocation des États généraux en 1789, le ministre protestant Jacques Necker divise Paris en 60 districts - le 51e district est appelé « district de l'église de l'Oratoire ». Le 11 juillet 1789, le renvoi de Necker par Louis XVI est une des causes déterminantes du soulèvement populaire. Le 13 juillet 1789, les révolutionnaires rançonnent le couvent de l'Oratoire. Le 14 juillet a lieu la prise de la Bastille. La milice citoyenne est organisée alors en Garde nationale et prend le nom du district. Le bataillon de l'Oratoire a un drapeau gironné de rouge et bleu, les couleurs de Paris, avec au centre un octogone blanc comportant un bonnet phrygien sur un pique, un faisceau de licteur avec une couronne de laurier et une branche de chêne, le tout surmonté d'une couronne. En bas, est représentée la nef de Paris. En haut, sa devise, « Amour des peuples, force des rois ». De 1790 à 1795, l'église est le siège de la Section de l'Oratoire, une section révolutionnaire parisienne qui surveille le quartier Saint-Honoré. En mai 1792, elle change de nom pour prendre celui de « section des Gardes-Françaises ».
Le 24 février 1791, l’évêque d'Autun Talleyrand, assisté de l’archevêque de Paris Gobel et de Miroudot du Bourg, consacre à l'Oratoire les deux premiers évêques constitutionnels, Louis-Alexandre Expilly et Claude Marolles, qui ont prêté serment à la Constitution civile du clergé,. Le 13 mars 1791, l'abbé Grégoire y reçoit à son tour la consécration épiscopale.
Le 14 décembre 1792, la Convention abolit les ordres religieux, dont la Congrégation de l'Oratoire. Le couvent est nationalisé et accueille diverses administrations. Le couvent héberge plusieurs sociétés savantes, dont l'Académie nationale de médecine. L'église est désacralisée et affectée à un magasin pour décor de théâtre, pour l'Opéra de Paris et la Comédie-Française.
En 1793, l'église est saccagée, en particulier la façade, qui est mutilée de ses statues et décorations. À l'intérieur, les chapelles sont vidées, les quatre fleurs de lys de la voûte du transept grattées. Vingt-neuf tableaux de l'Oratoire sont envoyés au musée des Monuments français d'Alexandre Lenoir.
En 1800 est créée la Banque de France, qui s'installe dans les bâtiments de l'ancien couvent. Après sa fusion avec la Caisse des comptes courants, elle s'installe définitivement à l'hôtel de Massiac, à côté de la place des Victoires. La Caisse d'amortissement, future Caisse des dépôts et consignations, s'installe alors dans le couvent de l'Oratoire, jusqu'en 1854.

### Temple-cathédrale du protestantisme à Paris (depuis 1811)

#### De Saint-Louis-du-Louvre en 1790 à l'Oratoire en 1811

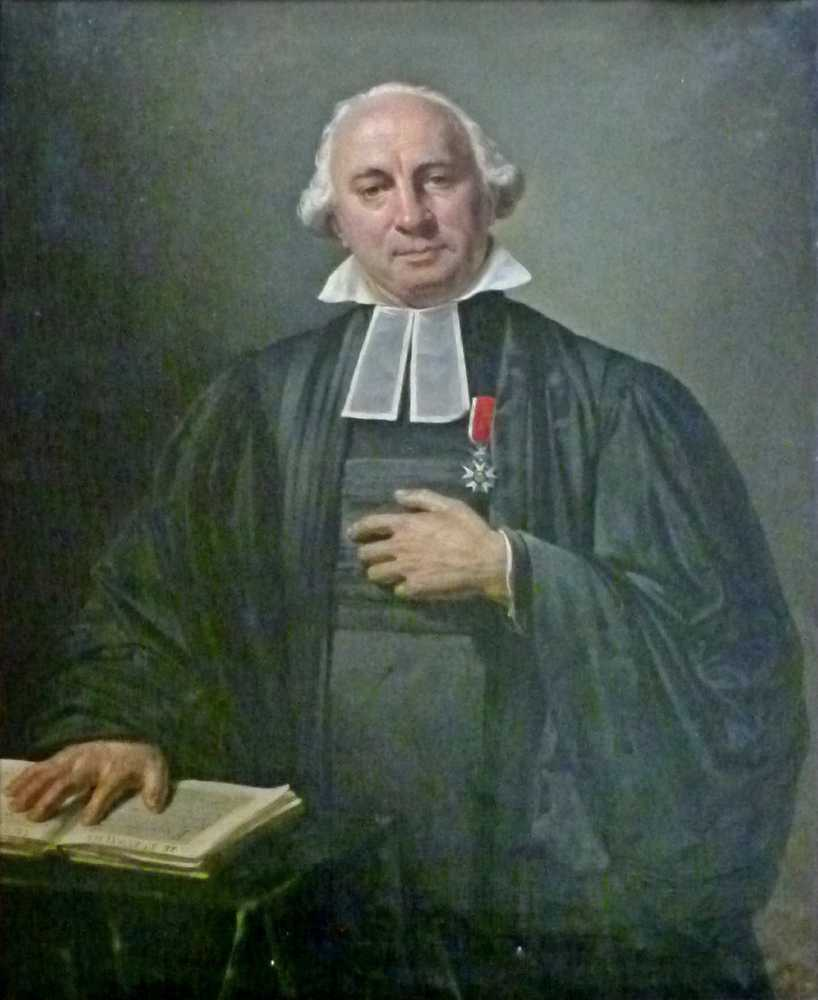
Le pasteur Paul-Henri Marron, (1754 -1832). Tableau conservé à l'Oratoire du Louvre.

Avec la Déclaration des droits de l'homme et du citoyen de 1789, les protestants obtiennent la liberté de culte. Le premier pasteur est Paul-Henri Marron, né à Leyde d'une famille huguenote française réfugiée aux Pays-Bas et chapelain de l’ambassade de Hollande à Paris depuis 1782. Le culte protestant est interdit dans la capitale sous l'Ancien Régime. En 1607, grâce au duc de Sully, resté fidèle à la Réforme même après l'abjuration d'Henri IV, les Parisiens avaient pu élever le temple de Charenton. Mais il est détruit en 1685, à la révocation de l'Édit de Nantes. Les ambassades étrangères d'Allemagne, de Suède et des Pays-Bas, profitent alors de leur statut d'extraterritorialité pour accueillir des cultes protestants — les Français s'y rendent, s'y baptisent et marient malgré la persécution. Les deux premières années de la Révolution, les protestants louent des salles, en particulier rue Mondétour, dans le quartier des Halles.

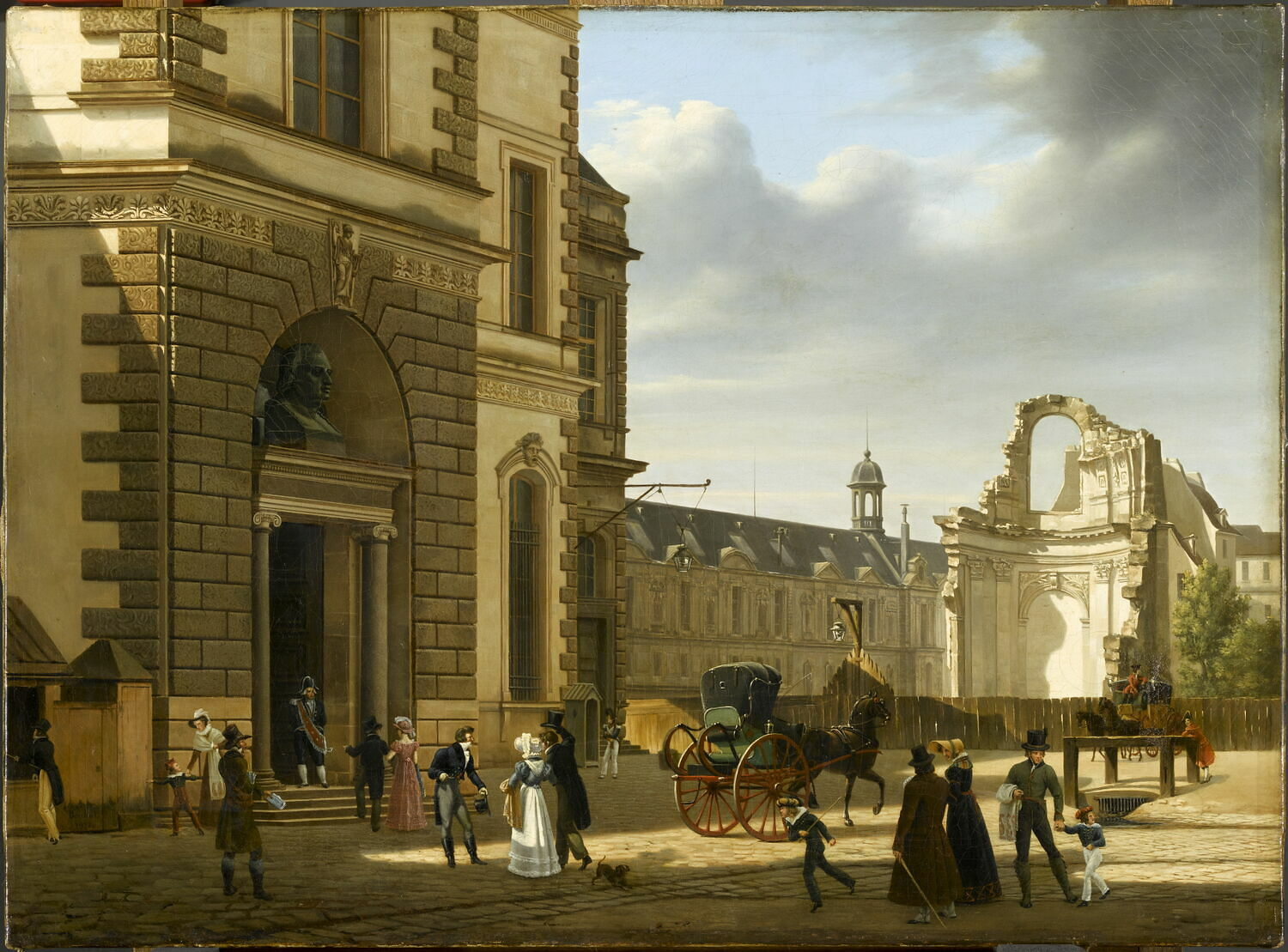
L'entrée du musée du Louvre et les ruines de l'abside de Saint-Louis-du-Louvre, par Étienne Bouhot en 1822.

En 1790, les protestants obtiennent du premier maire de Paris, Jean Sylvain Bailly, et du marquis de La Fayette, commandant de la Garde nationale, la permission de louer l’église Saint-Louis-du-Louvre, alors désaffectée. Le 22 mai 1790, ils en font la dédicace solennelle. À la suite des Articles organiques du 8 avril 1802 qui organisent l’Église réformée en France, Paul Henri Marron est confirmé et devient président du nouveau Consistoire de l’Église réformée de Paris. Deux autres places de pasteurs de Paris sont créées par Napoléon Ier, pour le pasteur Rabaut-Pommier, qui était en poste à Montpellier, et le pasteur Mestrezat de Genève, lequel était en poste à l’Église française de Bâle. Ils reçoivent la Légion d'honneur le 5 juillet 1804 et sont invités à la cérémonie du sacre de l'empereur Napoléon dans la cathédrale de Paris le 2 décembre 1804.
En 1808, l'ancienne église Saint-Louis-du-Louvre s'avère trop petite et se trouve menacée de destruction par le projet de réunification du palais des Tuileries avec le palais du Louvre. Malgré l'opposition de l'archevêque de Paris, le cardinal Maury, le ministre des Cultes écrit le 4 février 1811 au préfet de la Seine, Nicolas Frochot, pour l'informer que l'empereur a autorisé l'ouverture de l'église de l'Oratoire en faveur du culte protestant, mais provisoirement seulement du fait de la présence des décors de l'Opéra, du Vaudeville et du Théâtre-Français.
L'Opéra et le Vaudeville déménagent rapidement leurs décors. Le Théâtre-Français est plus long, mais le représentant du consistoire réussit à obtenir que tout fut déplacé pour les Rameaux. Tout le mobilier et les archives paroissiales de l'église Saint-Louis-du-Louvre sont alors transportées à celle de l'Oratoire. Les travaux de démolition de l'église Saint-Louis commencent immédiatement. Une porte de l'église Saint-Louis est remontée à l'Oratoire du Louvre.
Le premier culte est célébré le 11 mars 1811. Le pasteur Paul-Henri Marron y prononce le premier sermon avec pour thème : « La nuit est passée, le jour s'est levé ». Depuis lors, le culte protestant est célébré chaque dimanche à l’Oratoire du Louvre. Une croix de la Légion d'honneur est insérée en 1814 au centre du vitrail de la façade rue Saint-Honoré, pour affirmer la nouvelle reconnaissance des protestants au sein de la nation française. L'église de l'Oratoire devient par la suite propriété de la Ville de Paris et n'est concédée définitivement au culte protestant qu'en 1844.

#### Siège du Consistoire de l'Église réformée de Paris de 1815 à 1882

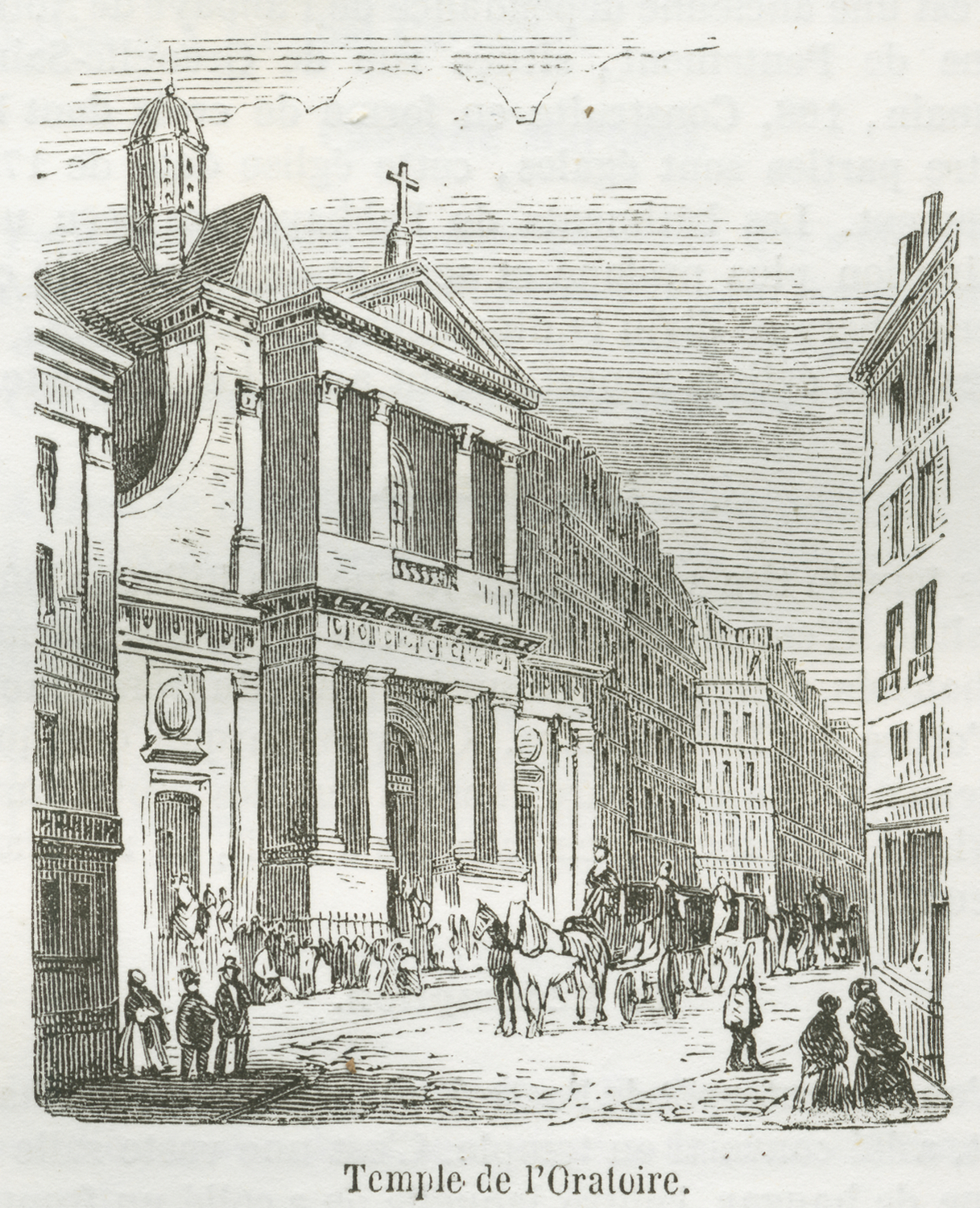
Temple de l'Oratoire en 1855.

Le chœur des Oratoriens qui se trouvait derrière le chœur de l'église est transformé en salle du Consistoire en 1821. Il est divisé en deux étages. Le rez-de-chaussée sert de sacristie.
En 1828 un nouvel orgue est installé dont le buffet de bois à pilastres corinthiens a été dessiné par Étienne-Hippolyte Godde, architecte de la ville, et dont la partie instrumentale a été construite par Louis Callinet associé à cette époque à Jean-Antoine Somer.

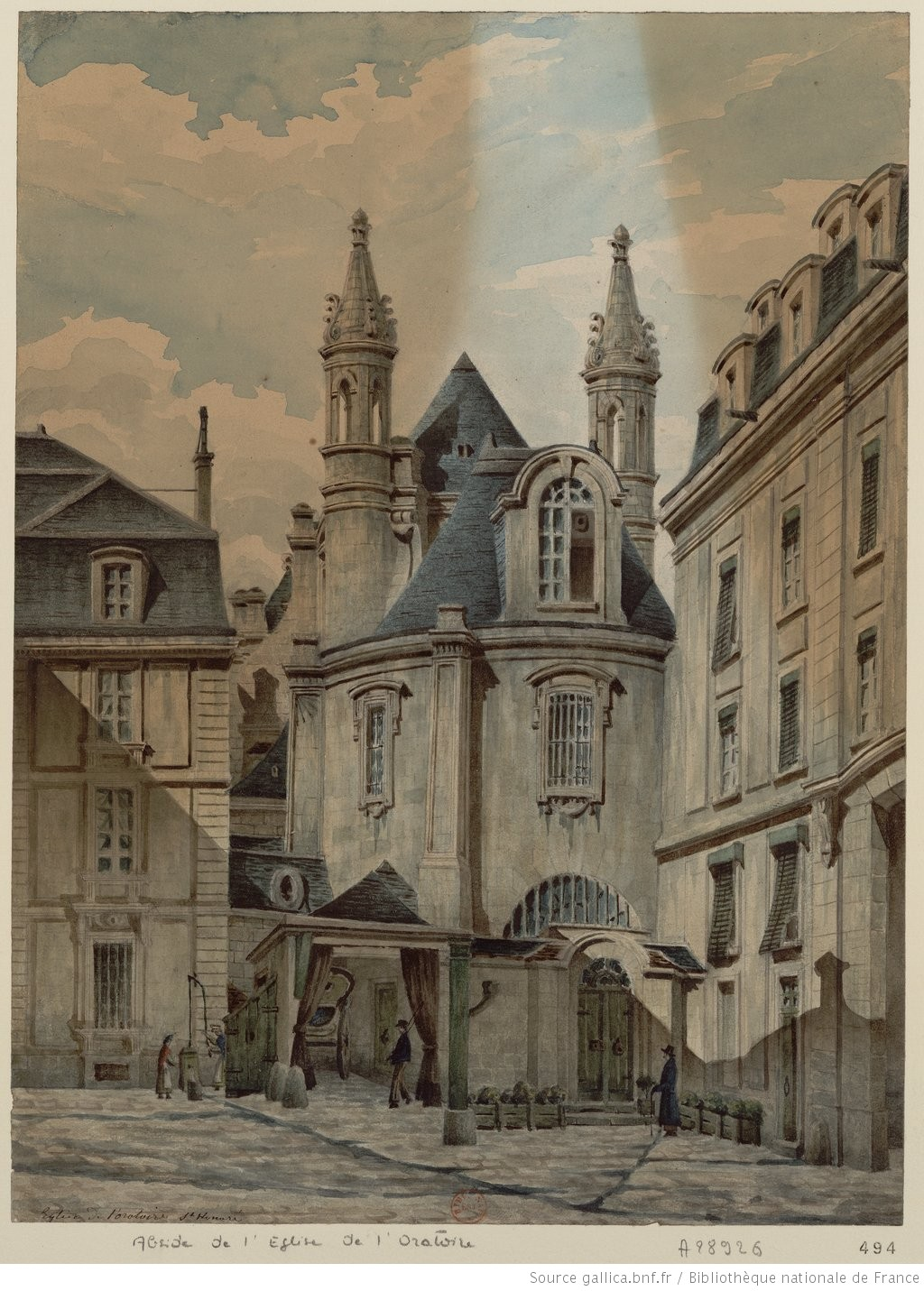
Le chevet de l'Oratoire et les restes du couvent, avant sa démolition pour le percement de la rue de Rivoli en 1853.

Le protestant Victor Baltard succède à Godde en 1848 comme « architecte en chef des services des Beaux-Arts de la Ville de Paris et des édifices diocésains du département de la Seine ». Il est impliqué dans les discussions sur l'architecture autour de l'église au moment de la réalisation de la rue de Rivoli, en 1852. Il était prévu de réaliser un bâtiment pour la Caisse des dépôts et consignations en barrant la rue de l'Oratoire. Victor Baltard imagine prolonger le portique à arcades des élévations prévues dans le règlement d'urbanisme pour la rue et permettant de dégager le chevet de l'église. La terrasse est couronnée par des balustrades récupérées des travaux de réaménagement de la place de la Concorde.
Baltard fait ouvrir une porte, le 1 rue de l'Oratoire, et prolonge les couloirs se trouvant de part et d'autre de la nef pour qu'ils se rejoignent afin de se réunir autour de l'ancienne chapelle des Oratoriens. Les anciens bâtiments du couvent l'Oratoire étant détruits, une nouvelle maison consistoriale est construite au no 4 de la rue de l'Oratoire, à l'emplacement de l'ancienne rue d'Angiviller. En 1855, il rétablit la croix du lanternon.

#### Navire amiral du protestantisme libéral en France de 1882 à 1914

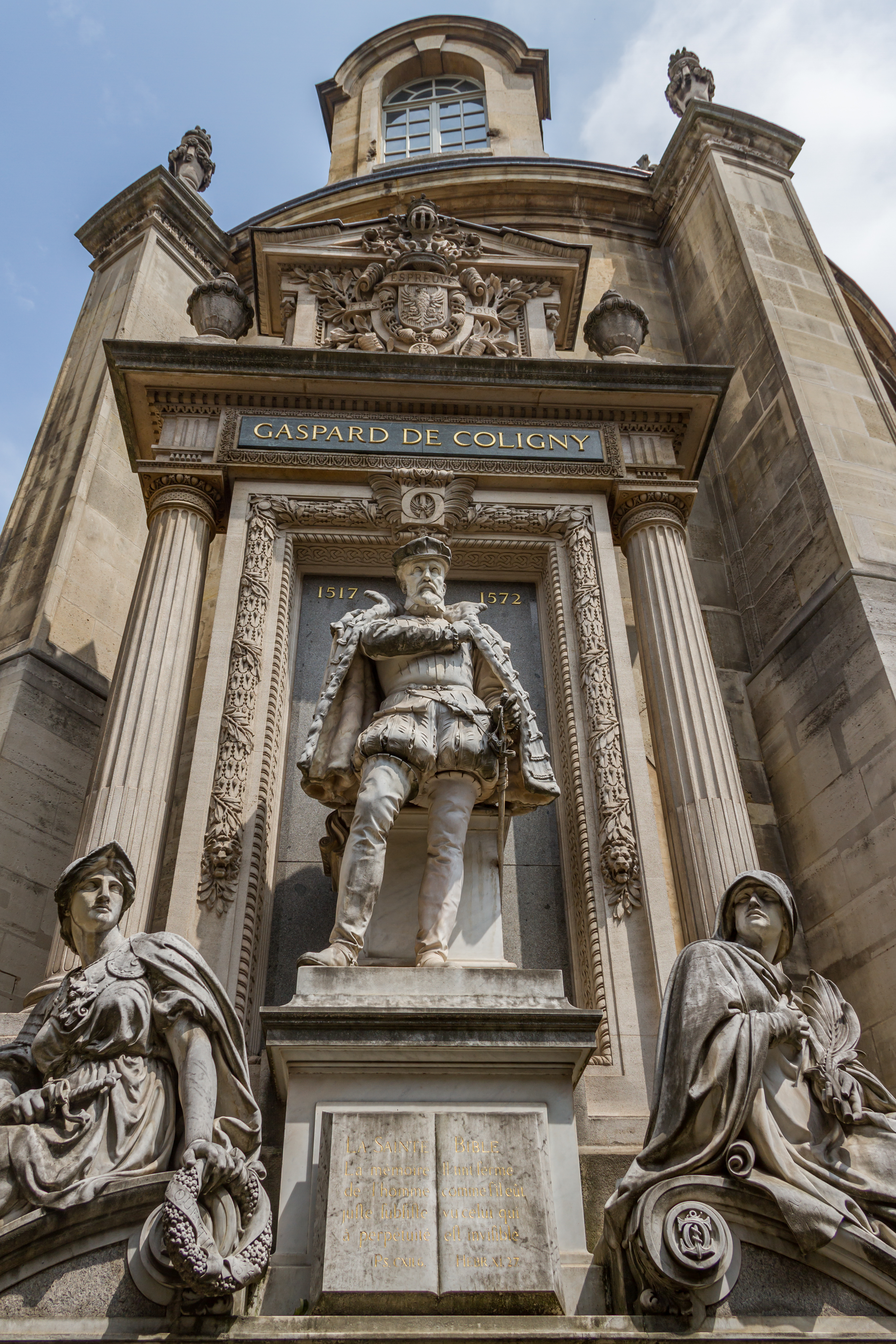
Monument à l'amiral Gaspard de Coligny, 1889.

En 1889, à l'occasion du centenaire de la Révolution et de l'Exposition universelle de Paris, une statue à Gaspard II de Coligny est élevée par souscription publique au chevet du temple, au 160 rue de Rivoli. L'ensemble du monument est réalisé suivant les plans de l'architecte Louis Henri Georges Scellier de Gisors par le sculpteur Gustave Crauk (1827-1905). La statue de l'amiral de Coligny est entourée de celles représentant la Patrie et la Religion. La première rappelle l'organisation de la défense de la France après la défaite de Saint-Quentin, en 1557, la seconde, la position de Coligny comme chef du parti protestant. Une plaque rappelle son assassinat le 24 août 1572, le premier du massacre de la Saint-Barthélemy.
Au XIXe siècle, le temple est le siège du Consistoire réformé de Paris. La paroisse devient autonome en 1882. L’Église appartient dès lors à la branche libérale du protestantisme, soutenant une exégèse historico-critique de la Bible. En 1899, le baron Arthur de Schikler, secrétaire du conseil presbytéral, finance l'installation d'une colombe monumentale à la croisée du transept. Arthur de Schikler est le frère aîné de Fernand de Schickler, président de la Société de l'histoire du protestantisme français (SHPF) et fondateur de sa bibliothèque.
Le 10 décembre 1905 est promulguée la loi de séparation des Églises et de l'État, qui instaure la laïcité en France. Elle est bien accueillie par les protestants, et la paroisse se constitue en association cultuelle, sous le nom de « Association presbytérale de l’Église réformée de l’Oratoire du Louvre » (APEROL). Les nouveaux statuts sont adoptés lors de l’Assemblée générale de l'Oratoire du 11 mars 1906, où votent les femmes comme les hommes. Ils sont déposés le 23 mars 1906 à la Préfecture de Paris, et publiés au Journal officiel du 28 mars 1906,. Par un procès-verbal dressé le 3 décembre 1906, les propriétés de la paroisse sont attribués à son association cultuelle. Le conseil presbytéral est représenté alors par le pasteur Jules-Émile Roberty et par son secrétaire Arthur de Schickler. Le doyen est M. Steiner-Dollfus. Le 24 avril 1907, le temple est classé monument historique.

#### Engagement social et résistance de 1914 à 1945

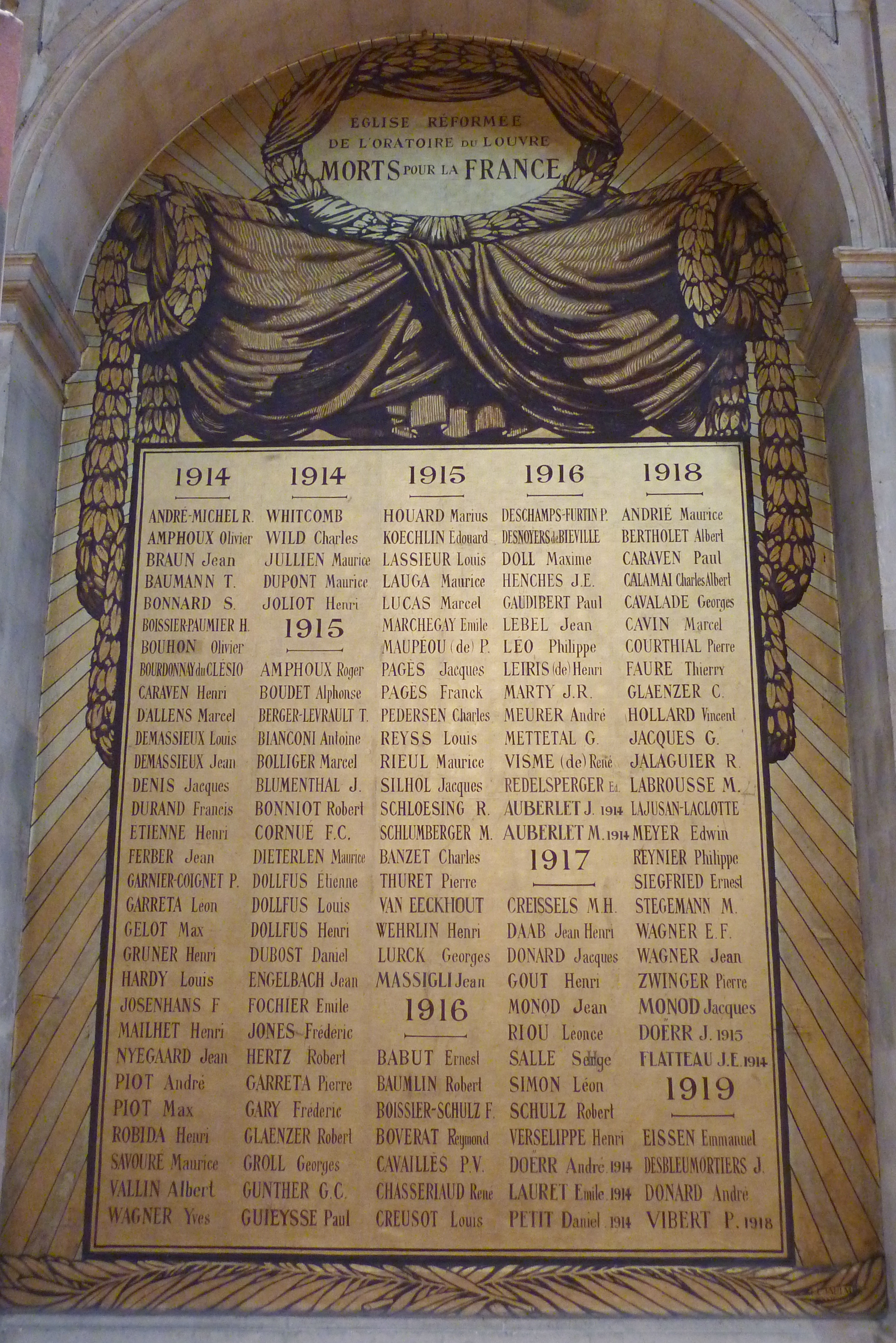
Monument aux morts.

En 1911, le pasteur Wilfred Monod, initiateur du mouvement du christianisme social, fonde l'association La Clairière pour lutter contre la misère et l'exclusion dans le quartier des Halles. En 1935, l'œuvre sociale obtient le statut d’association loi de 1901. Le 6 mai 1975, La Clairière est officiellement reconnue comme Centre social,. Le 1er janvier 2015, elle devient membre du Centre d'action sociale protestant (CASP), association de bienfaisance des protestants de Paris et de la Seine fondée en 1905 à l'Oratoire du Louvre. Son siège est au 60 rue Greneta, dans le 2e arrondissement de Paris.
Le dimanche 2 juin 1912, la reine Wilhelmine des Pays-Bas vient officiellement à l'Oratoire, dépose une palme d'or et se recueille devant le monument à l'amiral Gaspard de Coligny avant d'assister au culte. Coligny est un ancêtre de la famille royale néerlandaise : sa fille Louise de Coligny épouse Guillaume Ier d'Orange-Nassau en 1583. La reine est accompagnée du prince consort Henri de Mecklembourg-Schwerin et de son aumônier, le pasteur Élisée Lacheret, ancien pasteur de l'Oratoire. Ils sont accueillis par les pasteurs Benjamin Couve, John Viénot, Wilfred Monod et Ruben Saillens, l'auteur de La Cévenole.
En 1919 est inauguré un monument aux morts en toile marouflée dans la deuxième chapelle de la nef. Il rend hommage aux 142 paroissiens morts lors de la Première Guerre mondiale. Elle est l'œuvre de Gustave-Louis Jaulmes.
En 1922 est créé un groupe local de scouts garçons, dans le cadre des Éclaireurs unionistes et en 1927 de filles, dans le cadre de la Fédération française des éclaireuses. C'est aujourd'hui encore un des plus gros groupe local des Éclaireuses et Éclaireurs unionistes de France,.
Pendant la Seconde Guerre mondiale, les pasteurs Paul Vergara, Gustave Vidal et André-Numa Bertrand, lequel est par ailleurs vice-président de la Fédération protestante de France en zone occupée, prêchent explicitement en chaire la résistance spirituelle au nazisme,. La résistante belge Suzanne Spaak, membre du Mouvement national contre le racisme, réfugiée à Paris au 9 rue de Beaujolais (voisine de la romancière Colette), dans le quartier de l'Oratoire du Louvre, apprend ces prises de positions par sa fille Lucie, inscrite à l'École alsacienne où elle a un camarade de classe protestant. En février 1943, Suzanne Spaak apprend que des rafles menacent des enfants des centres de l'Union générale des israélites de France (UGIF) de la région parisienne. Elle prend contact avec le pasteur Vergara, et avec l’aide d'une trentaine de paroissiennes, de routières Éclaireuses unionistes, et de l'assistante sociale de La Clairière, Marcelle Guillemot, ils parviennent à sauver 63 enfants, les héberger, leur donner de faux-papiers et les convoyer en sécurité dans des familles à la campagne.

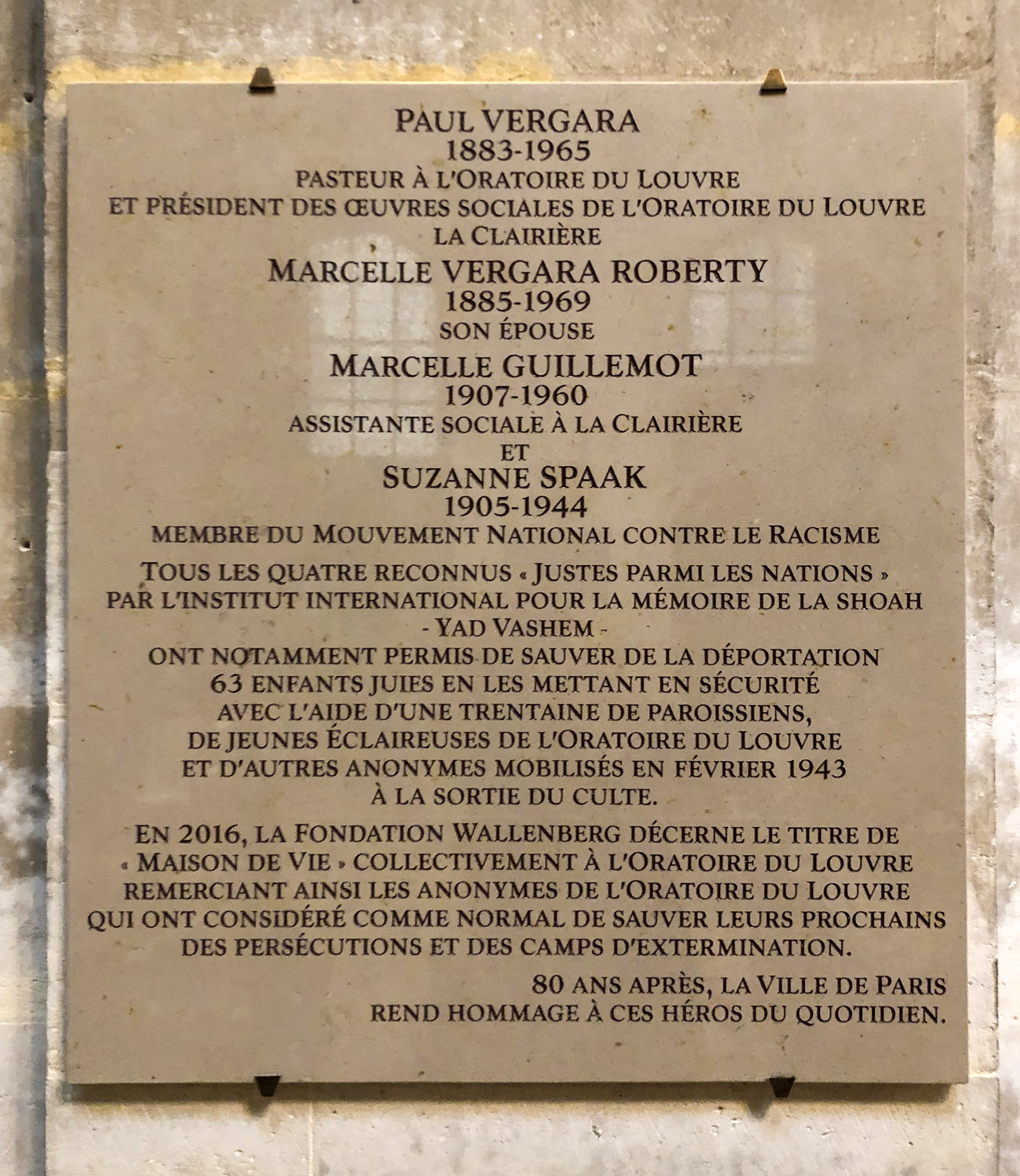
Plaque commémorative des Justes inaugurée en 2023.

La Clairière devient une adresse du secrétariat de la Zone Nord du Conseil national de la Résistance (CNR) alors dirigé par Daniel Cordier, tandis que Jean Moulin dirige le secrétariat de la Zone Sud. La sœur de l’un des adjoints de Cordier, Hugues Limonti, est l’amie de Marcelle Guillemot et organise une rencontre entre Daniel Cordier et le pasteur. Celui-ci accepte immédiatement de mettre la Clairière au service du CNR. Elle devient une boîte aux lettres de premier ordre, reçoit postes émetteurs et récepteurs, journaux clandestins, courriers, armes, et est un endroit de réunion de dirigeants du CNR.
Le 17 février 1943, dénoncé par son concierge, le pasteur Vergara échappe de peu à l’arrestation. Il se réfugie en Suisse, mais son épouse Marcelle et leur fille Sylvie sont internées à la prison de Fresnes, et leur fils Sylvain est déporté au camp de Neue Bremm puis à Buchenwald, mention Nacht und Nebel. Il a alors 17 ans. Leur fille Éliane, agent de liaison des FFI, transporte des messages à vélo. À la Libération, l’assistante sociale Marcelle Guillemot, le pasteur Paul Vergara et sa femme Marcelle ainsi que trois paroissiens, Lucie Chevalley-Sabatier, Odette et Fernand Béchard, reçoivent le titre de Juste parmi les nations Trois plaques en marbre commémorent cet engagement, dans la nef, au 1 rue de l'Oratoire et dans la cour du 60 rue Greneta.

#### Lieu emblématique de la minorité protestante en France

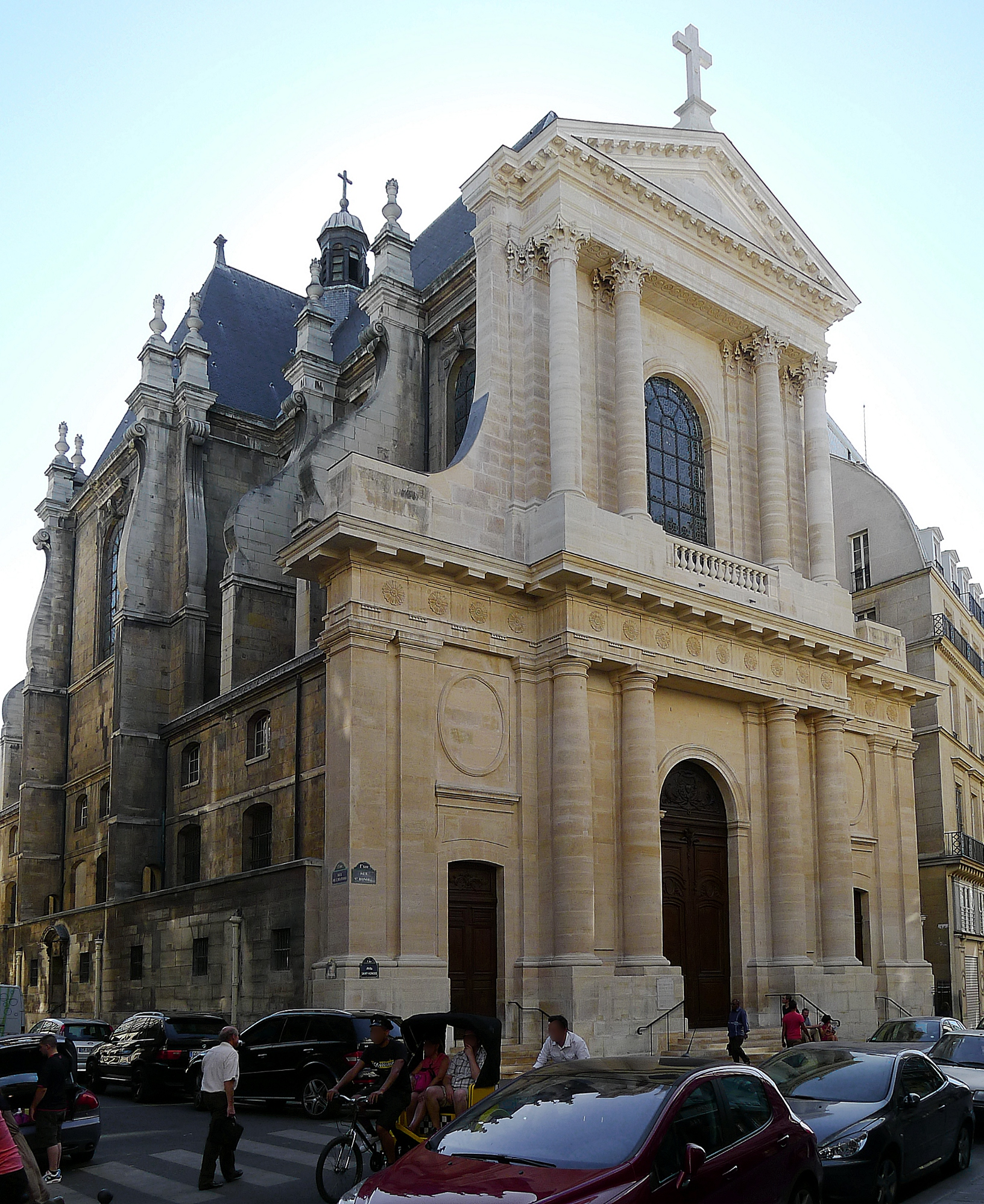
Façade de l'Oratoire du Louvre en 2011, au 145 rue Saint-Honoré.

Un orgue au buffet contemporain est inauguré en 1962. Dans les années 1960, la comédienne Gisèle Casadesus fonde avec des amis le Groupe protestant des artistes, qui se réunit à l'Oratoire pour réfléchir sur leur foi.
Le 1er mars 1969, le marché alimentaire des Halles de Paris est transféré vers Rungis. Ce départ de la classe ouvrière bouleverse la sociologie du quartier des Halles et du Sentier, qui se gentrifie rapidement. Le Centre national d'art et de culture Georges-Pompidou est inauguré le 31 janvier 1977. Le 8 décembre 1977 sont inaugurées la ligne A et la ligne B du RER d'Île-de-France, se croisant dans la nouvelle gare de Châtelet - Les Halles. L'Oratoire devient facilement accessible de banlieue.
En 2009, l'Oratoire établit un partenariat avec l'Institut protestant de théologie (IPT), pour explorer le don de la bibliothèque du philosophe Paul Ricœur. 15 000 livres, des manuscrits, sa correspondance, les traductions de ses ouvrages dans de très nombreuses langues : l’Oratoire offre des bourses et la création de logements pour les chercheurs venus étudier le fonds Ricœur.
La façade est restaurée en 2011. À cette occasion est redécouvert l'imposte de la porte, une boiserie représentant le sacré-cœur enflammé, entouré d'une ancre et d'un ouroboros. Les perrons droits de la façade sont changés et retrouvent la courbure qu'ils avaient avant 1900. En 2011 sont fêtés les 400 ans de la congrégation de l'Oratoire de France, les 200 ans du temple protestant et les 100 ans du centre social La Clairière.
La paroisse est engagée dans le dialogue interreligieux, en particulier avec les courants libéraux et modernistes du catholicisme, du judaïsme et de l'islam. À partir de 2009, à l'occasion de l'année paulinienne, un Groupe biblique œcuménique est ouvert entre l'Oratoire du Louvre et l'église Saint-Eustache de Paris, paroisse catholique voisine gérée depuis 1922 par la Congrégation de l'Oratoire. Ce jumelage s'étend à des échanges de chaires et des activités sociales aux Halles. Les relations avec le judaïsme, marquées par la mémoire de la Seconde Guerre mondiale, sont entretenus notamment par l'invitation à prêcher au cours du culte de rabbins : Delphine Horvilleur (2017), Yann Boissière (2018), Jonas Jacquelin (2021), Pauline Bebe (2023). Le 14 novembre 2019, a lieu un concert croisant Psaumes du Psautier huguenot et Psaumes hébraïques, avec la cantor Sofia Falkovitch. De même avec l'islam, avec l'invitation de Rachid Benzine (2010), Abdennour Bidar (2015), Mohamed Bajrafil (2018), Faker Korchane (2021 et 2023). Le 29 septembre 2018 a lieu une rencontre sur la Bible et Coran organisé par la Fédération protestante de France, avec conférence et chœur soufi,.
En 2013, lors des débats précédent la loi sur le mariage entre personnes de même sexe en France, les pasteurs Marc Pernot et Béatrice Cléro-Mazire prennent publiquement position pour un élargissement des droits, l'accueil inconditionnel et la lutte contre les discriminations,,. En mai 2015, pour le synode national à Sète de l'Église protestante unie de France, la paroisse soutient la bénédiction nuptiale des couples homosexuels,. Adoptée à 94 sur 105 délégués, ce vote ouvre « la possibilité, pour celles et ceux qui y voient une juste façon de témoigner de l’Évangile, de pratiquer une bénédiction liturgique des couples mariés de même sexe qui veulent placer leur alliance devant Dieu ». Après avoir accompagné des couples pacsés depuis le début du siècle, les pasteurs célèbrent des bénédictions de couples mariés de même sexe,,. À partir de 2020, la Célébration œcuménique à la veille de la Marche des fiertés a lieu au temple de l'Oratoire, en collaboration avec l'association David et Jonathan et le Carrefour des chrétiens inclusifs,,.
La paroisse accueille un important groupe d'étudiants et jeunes adultes,,. En 2022, un jardin mémorial de la Saint-Barthélemy est inauguré par la mairie de Paris rue de l'Amiral-de-Coligny, à proximité du temple,.

## Pasteurs
Paul-Henri Marron est le premier pasteur en 1811. Plusieurs grands noms du protestantisme français y ont été pasteurs, comme Wilfred Monod, père de Théodore Monod, André-Numa Bertrand et Paul Vergara pendant la Seconde Guerre mondiale. Béatrice Cléro-Mazire est pasteure depuis le 1er juillet 2018, accompagnée d'Agnès Adeline-Schaeffer depuis septembre 2019. Béatrice Cléro-Mazire est également vice-présidente du Centre d'action sociale protestant et Agnès Adeline-Schaeffer aumônière des prisons.

## Architecture

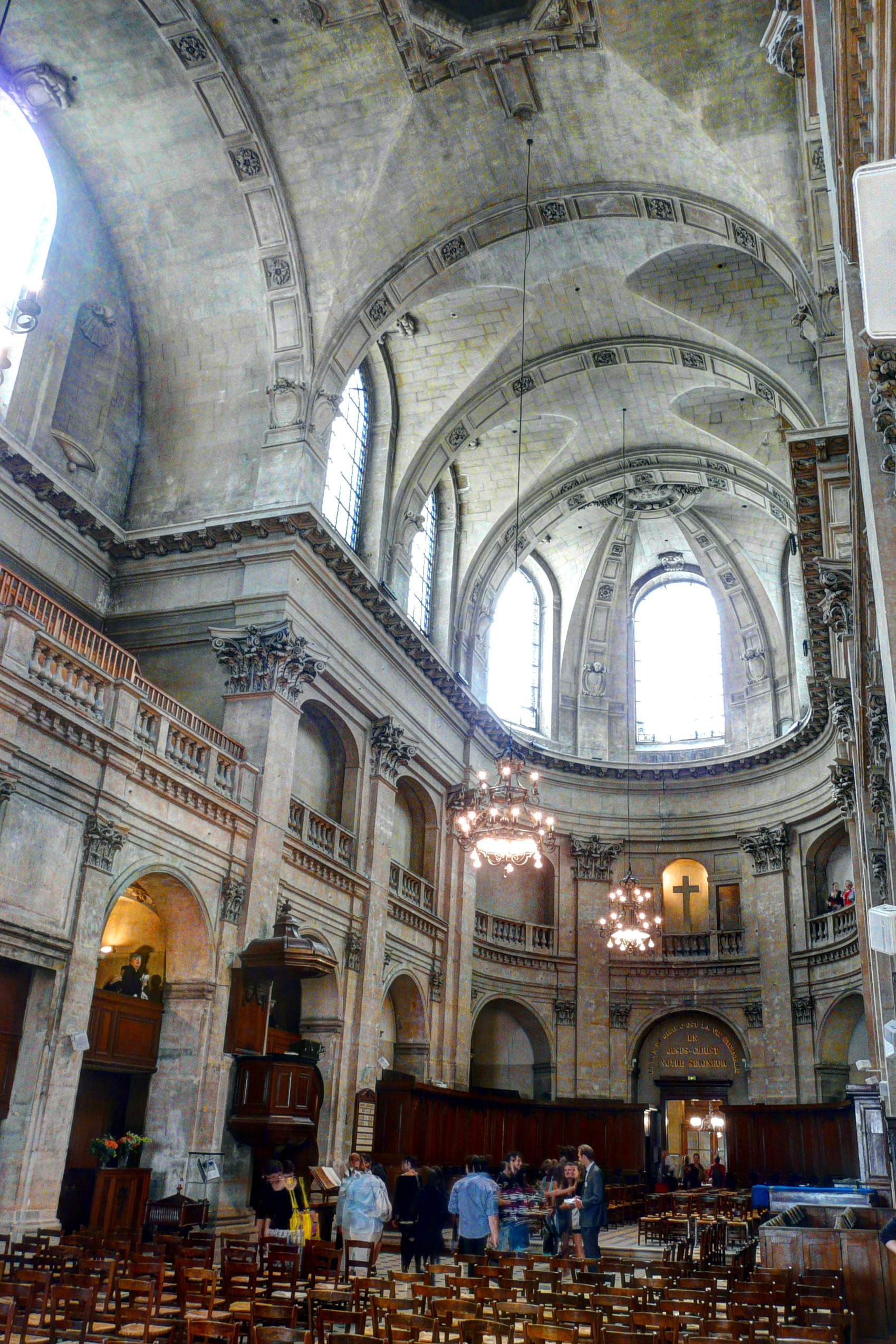
Nef.

L’église est construite entre 1621 et 1630 par Clément Métezeau et Jacques Lemercier pour la partie sud, jusqu'au transept. Sa construction est terminée, avec la façade, par Pierre Caqué entre 1740 et 1745.
L'église reprend le plan des églises de la Contre-Réforme catholique dont le prototype est l'église du Gesù, construite par Vignole pour les jésuites à Rome.
Un arrêté du 24 avril 1907 classe le temple aux monuments historiques.

Détails
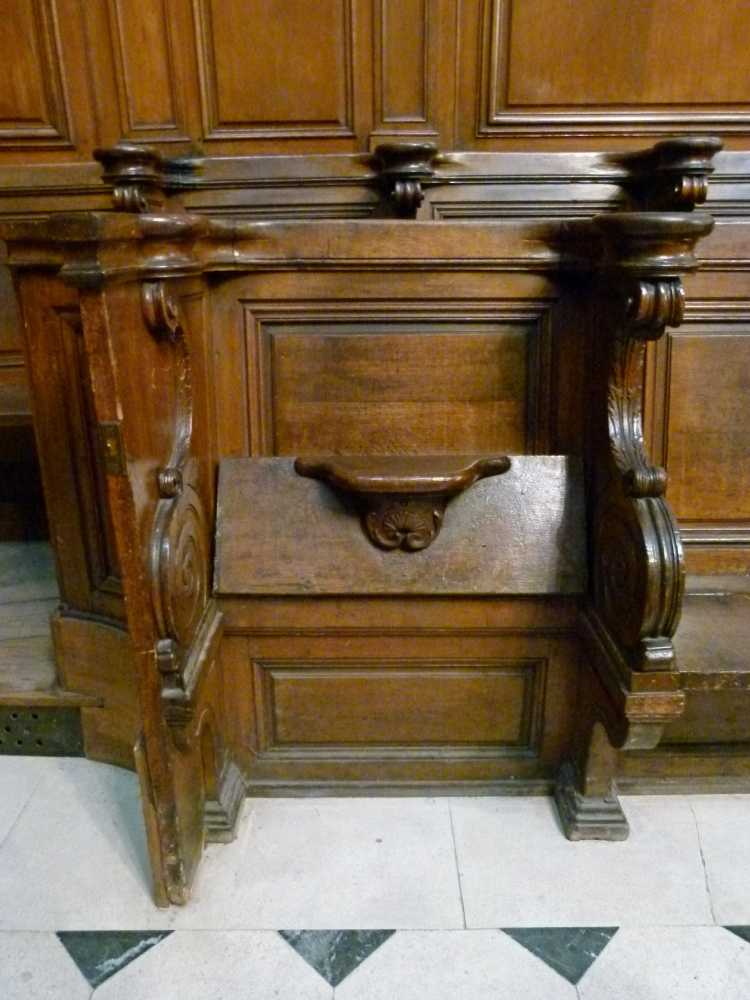
Miséricorde.
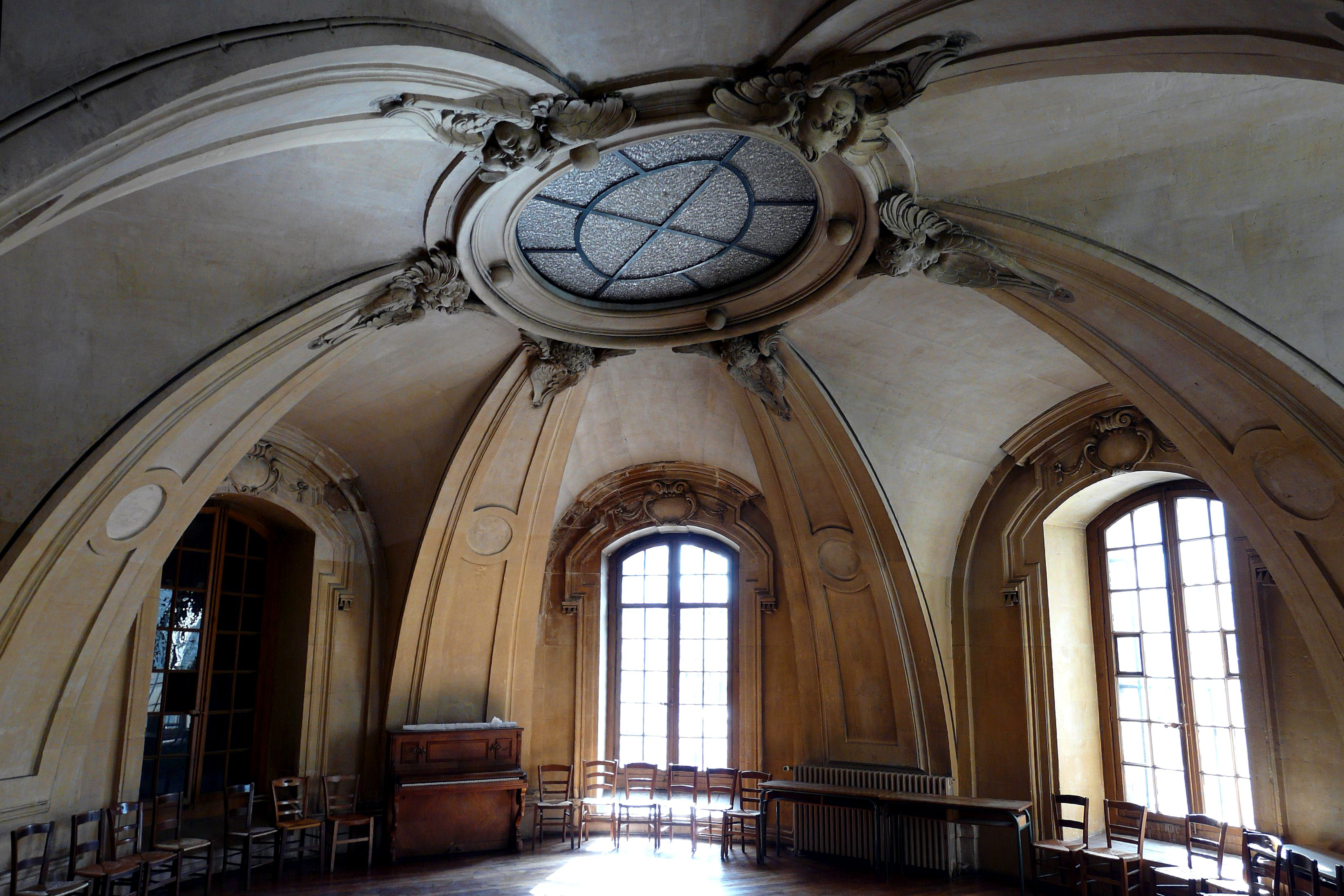
Salle haute.
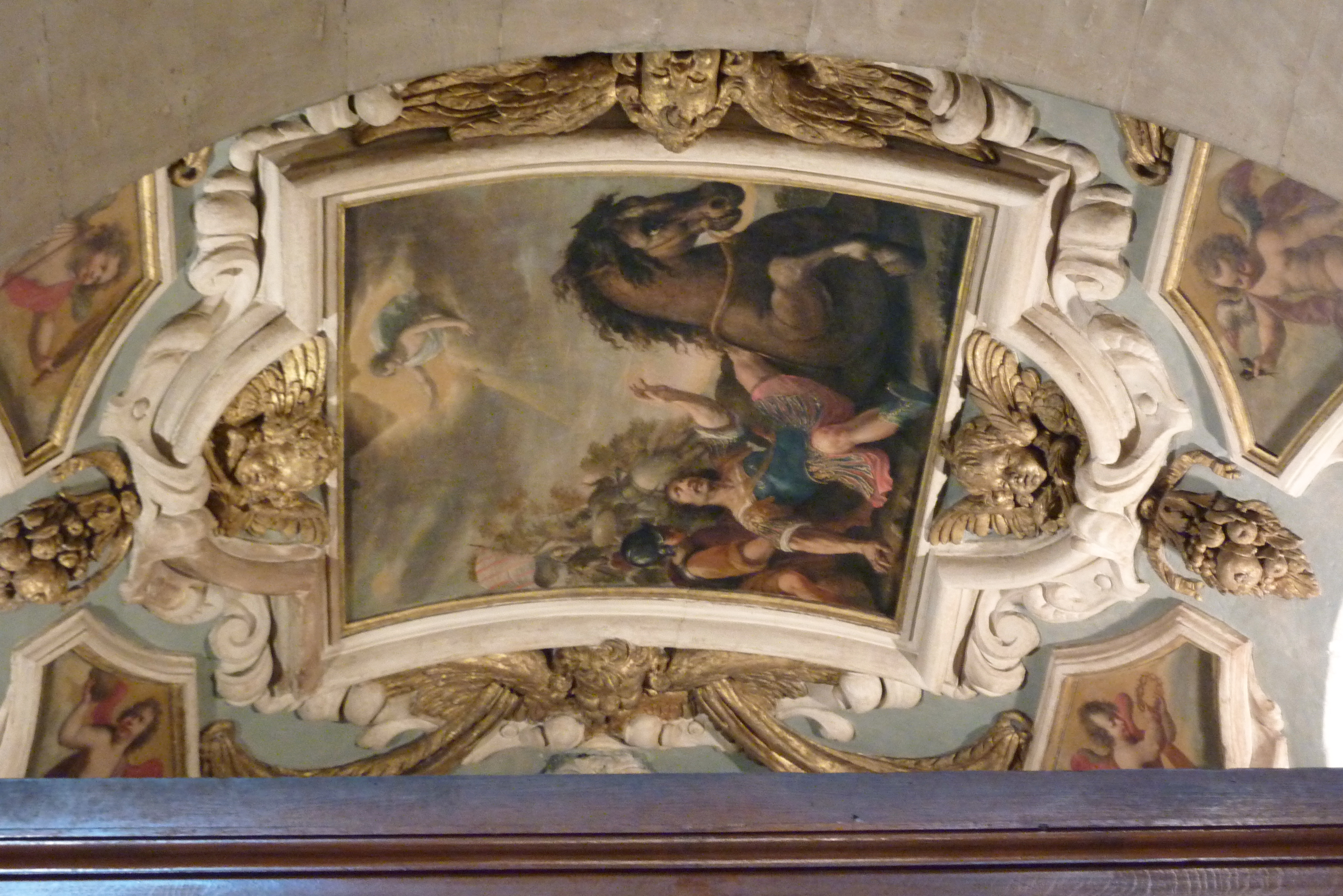
Vision de Paul de Tarse.

## Musique à l'Oratoire

### Orgues

#### Historique

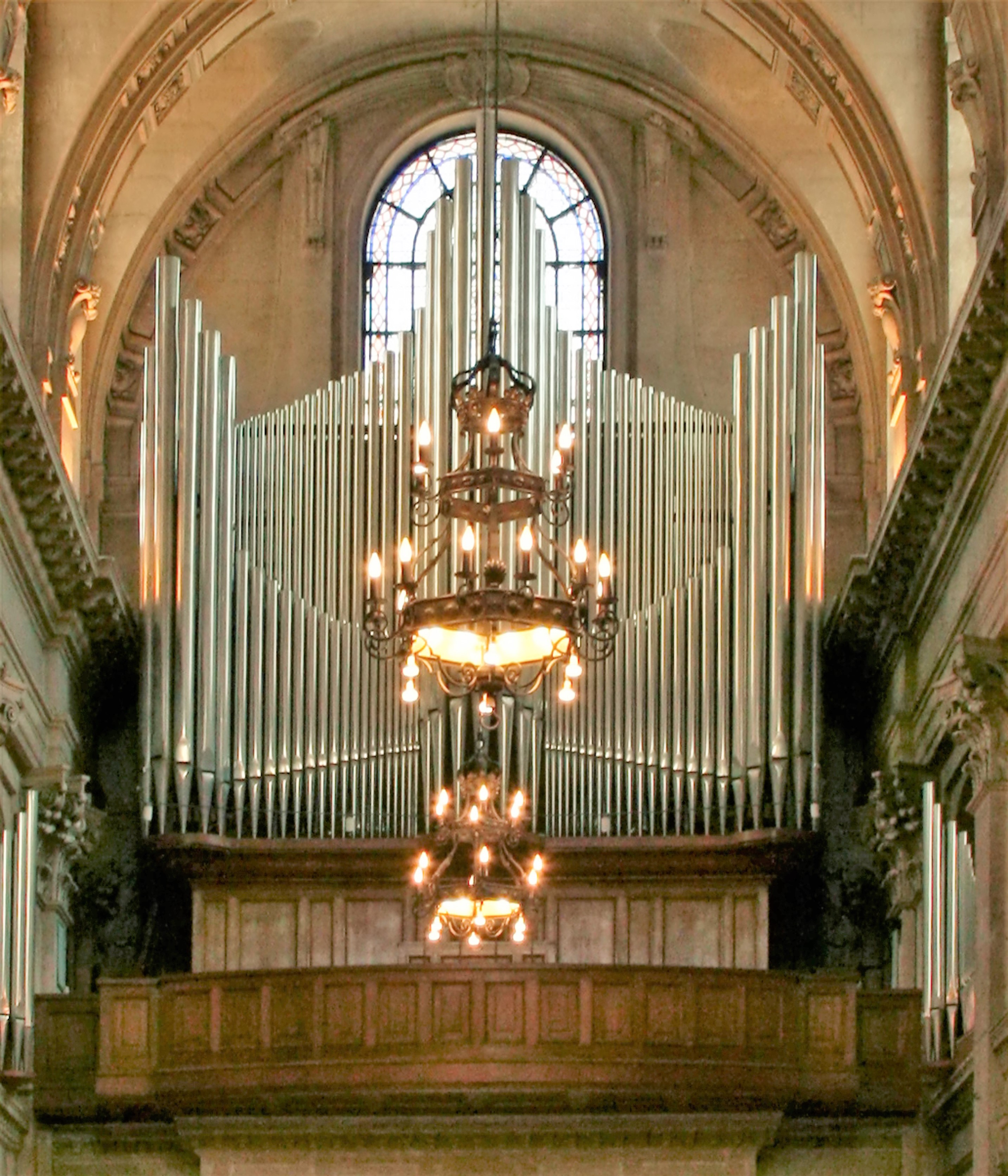
Orgue de l'Oratoire.

Depuis son ouverture en 1811, le temple de l'Oratoire du Louvre a eu successivement quatre instruments :
- l'orgue de facteur inconnu de l'église Saint-Louis-du-Louvre
- l'orgue construit par de Jean-Antoine Somer (1740-1830) et Louis Callinet (1786-1846) de 1826 à 1828[65]
- l'orgue de Joseph Merklin de 1898
- l'orgue de Danion-Gonzalez de 1962

L'orgue de Saint-Louis-du-Louvre avait été offert en 1790 par Louis Féline, membre du Consistoire réformé. L'orgue trop petit pour le nouveau bâtiment n'a été remplacé qu'en 1828. Le petit orgue est alors cédé en 1835 à l'Église réformée de Nantes.
L'orgue Merklin de 1898, qui commençait à donner des signes alarmants de fatigue après n'avoir reçu aucun entretien pendant cinquante ans, a connu une importante reconstruction et augmentation (de 32 à 67 jeux) de 1957 à 1962, travaux effectués par la firme Danion-Gonzalez.
Il a été entièrement restauré par Bernard Dargassies en 2014.

#### Description
L’orgue de l’Oratoire comprend 67 jeux répartis sur trois claviers et pédalier et de manière à dégager totalement la tribune pour y placer la maîtrise, la tuyauterie du 2° clavier a été disposée dans deux « loggias », de part et d’autre de la tribune. La traction est électropneumatique, selon la volonté de Norbert Dufourcq.
| Grand-Orgue 61 notes  |
| Montre 16'            |
| Bourdon 16'           |
| Montre 8'             |
| Bourdon 8'            |
| Flûte harmonique 8'   |
| Salicional 8'         |
| Prestant 4'           |
| Flûte douce 4'        |
| Quinte ouverte 2' 2/3 |
| Doublette 2'          |
| Fourniture IV         |
| Cymbale III           |
| Cornet V              |
| Bombarde 16'          |
| Trompette 8'          |
| Clarinette 8'         |
| Clairon 4'            |

| Positif 61 notes    |
| Diapason 8'         |
| Flûte creuse 8'     |
| Cor de nuit 8'      |
| Principal 4'        |
| Gemshorn 4'         |
| Nasard 2' 2/3       |
| Quinte de nasard 2' |
| Tierce 1' 3/5       |
| Larigot 1' 1/3      |
| Piccolo 1'          |
| Fourniture III      |
| Cymbale II          |
| Trompette 8'        |
| Cromorne 8'         |
| Soprano 4'          |

| Récit expressif 61 notes |
| Quintaton 16'            |
| Principal 8'             |
| Gemshorn 8'              |
| Flûte à fuseau 8'        |
| Voix Céleste 8'          |
| Prestant 4'              |
| Flûte ouverte 4'         |
| Nasard 2' 2/3            |
| Octavin 2'               |
| Tierce 1' 3/5            |
| Fourniture IV            |
| Cymbale III              |
| Tuba 16'                 |
| Trompette 8'             |
| Basson-hautbois 8'       |
| Voix humaine 8'          |
| Clairon 4'               |

| Pédale 32 notes       |
| Montre 16'            |
| Soubasse 16'          |
| Contrebasse 16'       |
| Grande quinte 10' 2/3 |
| Principal 8'          |
| Bourdon 8'            |
| Octave basse 8'       |
| Quinte 5' 1/3         |
| Principal 4'          |
| Flûte 4'              |
| Choral basse 2'       |
| Fourniture IV         |
| Bombarde 16'          |
| Basson 16'            |
| Trompette 8'          |
| Basson 8'             |
| Clairon 4'            |
| Basson 4'             |

#### Organistes

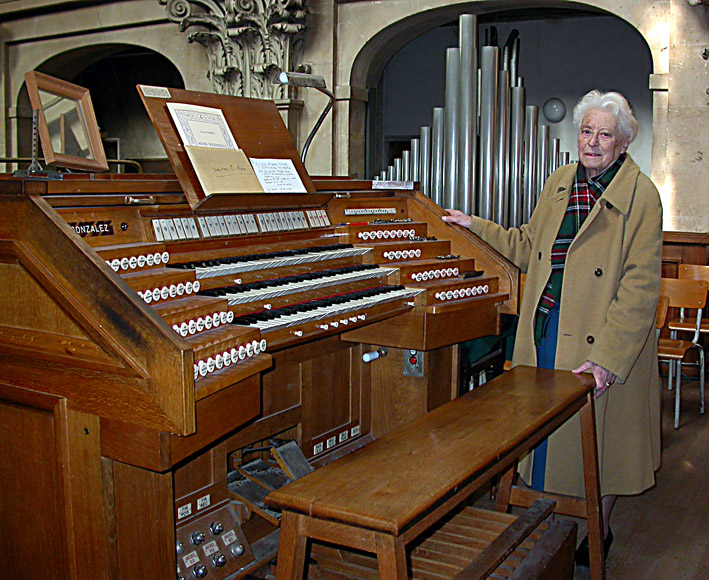
L'organiste Marie-Louise Girod à la console de l'Oratoire du Louvre en 2004.

Henriette Puig-Roget a été organiste titulaire de 1934 à 1979, Marie-Louise Girod de 1941 à 2008, Jean-Dominique Pasquet de 2009 à 2016. Depuis juillet 2017, deux nouveaux titulaires ont été nommés sur concours : David Cassan et Sarah Kim.

#### Divers
La musique d'orgue de Francis Seyrig pour le film d'Alain Resnais, L'Année dernière à Marienbad, est interprétée en 1961 par Marie-Louise Girod sur le nouvel instrument en construction qui ne disposait encore que de dix jeux. L'organiste explique, dans un entretien pour la revue L'Orgue, que « Resnais avait apprécié que l'orgue ne soit pas fini car, il n'aurait, ainsi, pas vraiment une sonorité d'orgue... ».

### Chœur de l'Oratoire

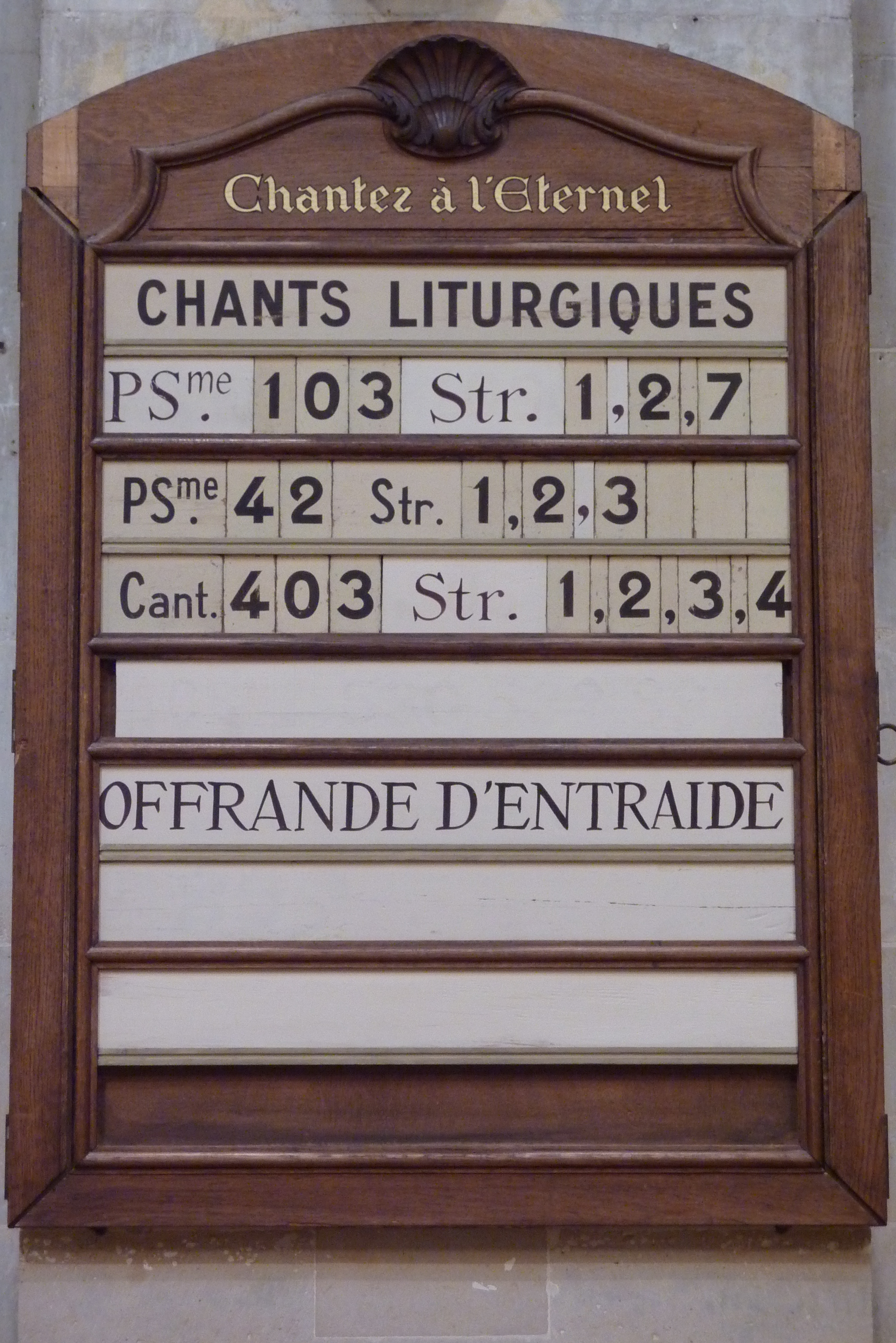
Choix de Psaumes de la Réforme pour le culte dominical.

#### Historique
Le chœur de l'Oratoire du Louvre est créé en 1934 par des paroissiens autour du pasteur André-Numa Bertrand. En plus d'une présence au culte, de nombreux concerts sont donnés. Plus de 40 personnes, hommes et femmes, forment la chorale,.

#### Chef de chœur
Horace Hornung est le premier chef de chœur, de 1934 à 1986. Les maîtres de chapelle sont ensuite Florian Hollard, Nicholas Burton Page en 2001, Fabien Aubé en 2013, Alexandre Korovitch en 2021.